# Todd Morse
Pour les articles homonymes, voir Morse.
Todd Morse, né le 21 janvier 1968, est un chanteur, guitariste et bassiste américain, membre des groupes H2O, Juliette and the Licks, The Operation M.D ainsi que The Offspring.

## Biographie
Sous le pseudonyme de "Dr Rocco", il a fondé en 2001, en collaboration avec Jason McCaslin, bassiste du groupe Sum 41, une nouvelle formation musicale, nommée The Operation M.D.
Le 5 août 2015, Todd Morse confirme son départ du groupe  H2O pour former un projet appelé Toddsplanet.
Il a été le guitariste additionnel de The Offspring de 2009 à 2019 avant de devenir le bassiste officiel du groupe à la suite du départ de Greg K. Il apparaît pour la première fois sur l'album Let the Bad Times Roll en 2021.
Todd Morse est le frère ainé de Toby Morse, chanteur du groupe H2O.